# Shenzhen Universiade Sportcentrum
Shenzhen Universiade Sportcentrum (kinesiska: 深圳大运体育中心), även Shenzhen Universiadecentrum, Longgang Universiade Sportcentrum, och Longgang Stadion är ett multiarenakomplex i Longgang, Shenzhen, Guangdong. Det används mest för fotboll och olika former av idrottsevenemang. 
Den 15 september 2018 höll NHL en träningsmatch mellan Calgary Flames och Boston Bruins här.